# Париж-Східний

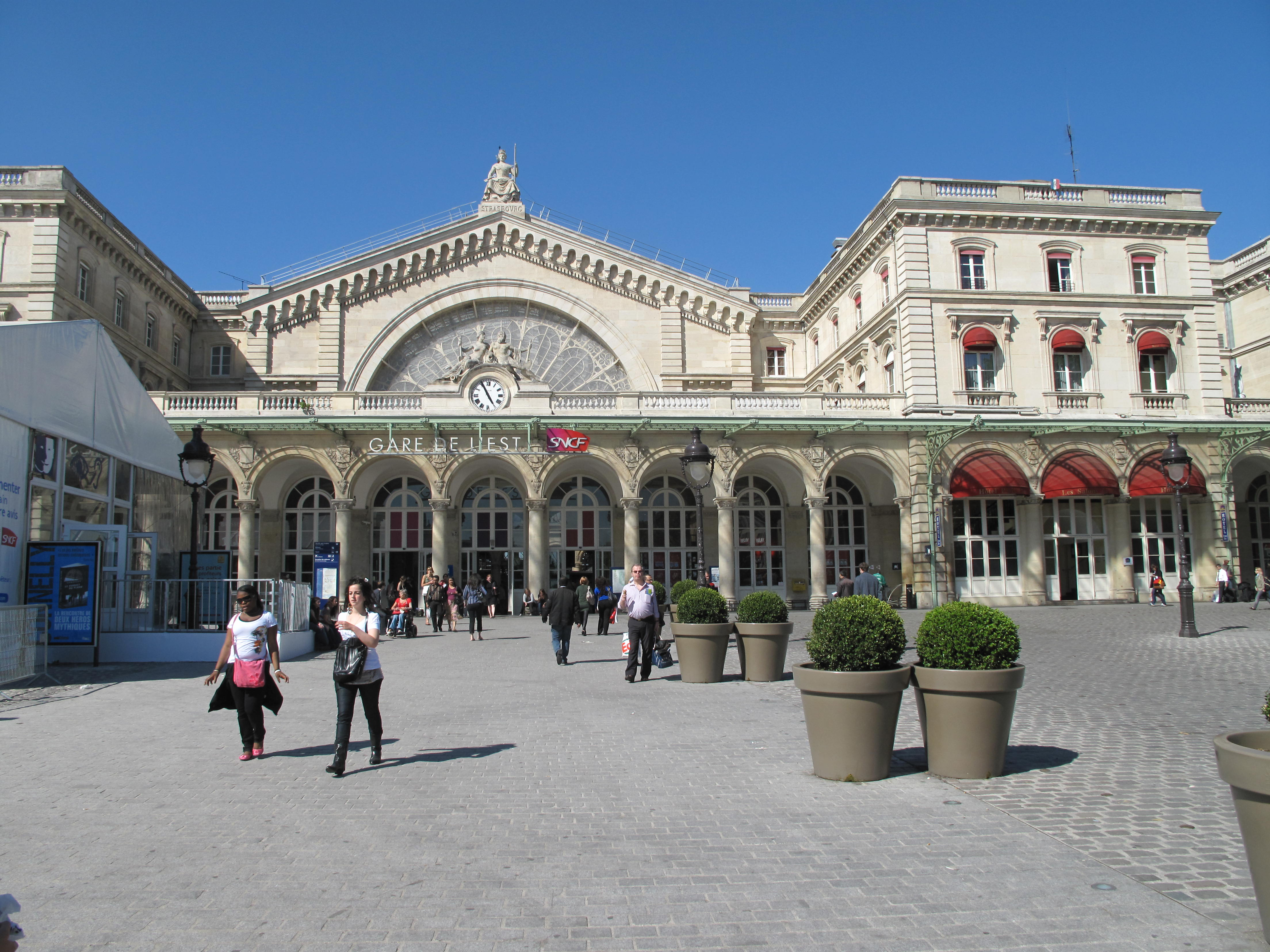
Східний вокзал

Східний вокзал (фр. Gare de Paris-Est) — один із семи паризьких вокзалів, який обслуговує східний напрямок Франції (Нансі, Страсбург, Реймс), а також далекі напрямки: Швейцарія, Люксембург, Німеччина, Австрія. 
Розташований на Place du 11-Novembre-1918 10-у окрузі Парижа, неподалік на південний схід від Північного вокзалу, навпроти Страсбурзького бульвару, частини осі Північ — Південь, створеної Жоржем-Еженом Османом.
Відкрита в 1849 році, на початок 2020-х є п’ятим за завантаженістю з шести головних залізничних станцій Парижа перед станцією Париж–Аустерліц. Париж–Східний є західною кінцевою станцією залізниці Париж — Страсбург і Париж — Мюлуз, яка далі веде до Базеля, Швейцарія.

## Історія

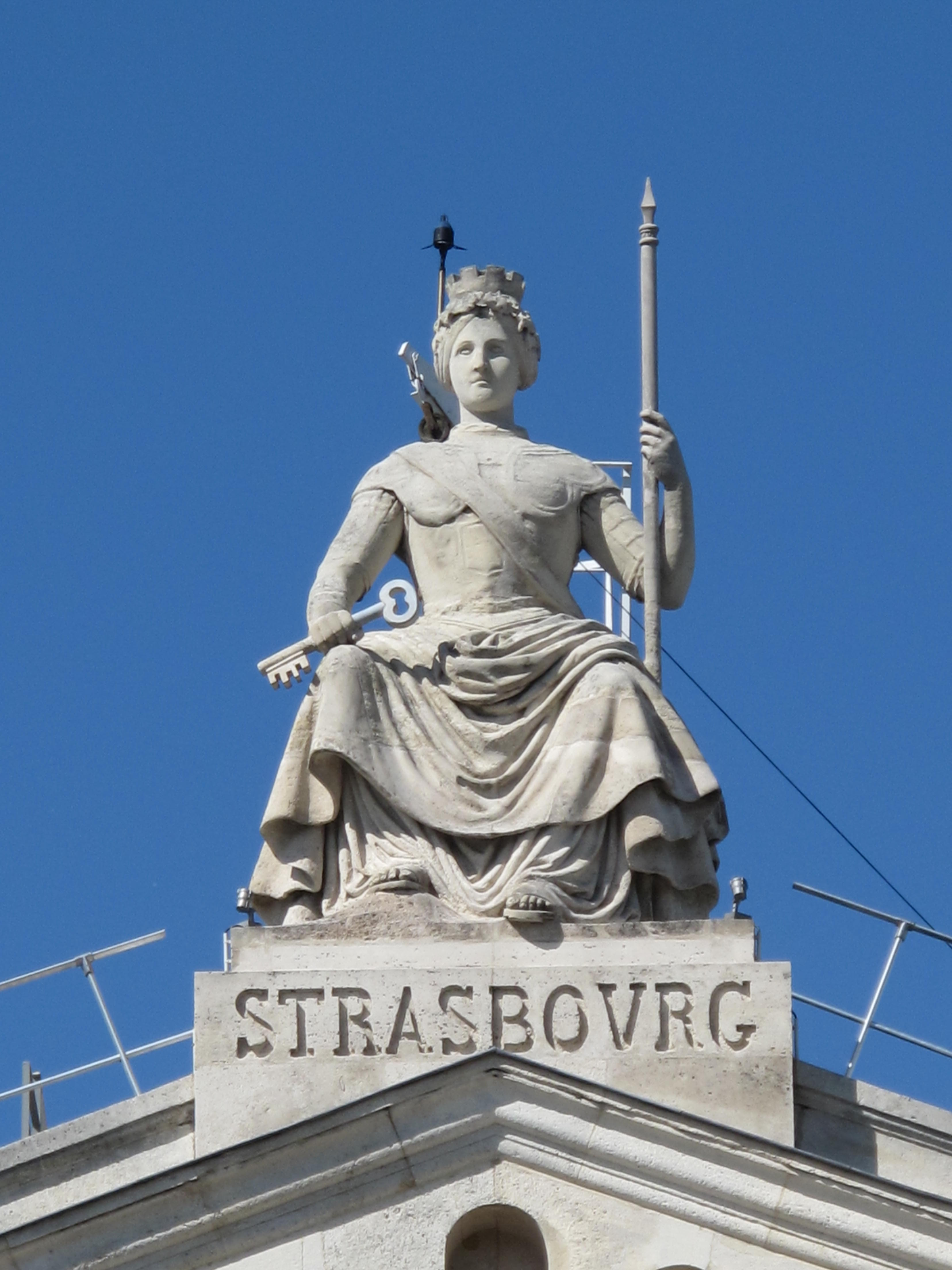
Алегорична скульптура на Східному вокзалі

Східний вокзал було споруджено архітектором Ф. Дюкене в 1849 на замовлення Страсбурзької залізничної компанії Compagnie du chemin de fer de Paris à Strasbourg й спершу він називався «Страсбурзький ембаркадером» Embarcardère de Strasbourg (тобто Страсбурзьким вокзалом).
У 1854 було відкрито нову залізничну лінію до Мюлюза й вокзал перейменували на Східний.
Реконструкція вокзалу проводилася тричі: в 1885, 1900 та 1931.
4 жовтня 1883 саме зі Східного вокзалу вирушив у перший рейс до Константинополя знаменитий Східний експрес.

## Архітектура
На згадку про битву під Верденом над касами вокзалу розміщені два панно: «Патріоти йдуть на фронт» і «Повернення військовополонених».

## Події
5 квітня 2007 поїзд, що прямував з передмістя Шато-Тьєрі (Chateau-Thierry), врізався в обмежувальний буфер. У результаті аварії 71 людина отримала поранення.

## Вокзал у мистецтві

### Живопис
- 1917: Максімільєн Люс, Східний вокзал у снігу (La gare de l'Est sous la neige) (Музей Отель-Дьє, Мант-ла-Жолі)
- 1917: Максімільєн Люс, Східний вокзал (La gare de l'Est), (Музей армії (Париж), Париж)

### Кінематограф
Внаслідок менш насиченого дорожнього руху навколо вокзалу саме Східний вокзал часто обирали для зйомок в кіно.
- 1950: Набережна Гренель, Еміль Едвін Райнерт; зйомки велися на вокзалі;
- 1966: La Grande Vadrouille, Жерар Урі (сцена відправлення потяга);
- 1969: Мозок de Жерар Урі;
- 1975: Заткути пельку треба не тому, що нічого сказати (C'est pas parce qu'on a rien à dire qu'il faut fermer sa gueule), Жак Беснар ;
- 1984: Якось у Америці, Серджіо Леоне;
- 1986: П'яна ніч, Бернар Ное ;
- 1991: Чудова епоха, Жерар Жуньо ;
- 2001: Амелі, Жан-П'єр Жене ;
- 2008: Едем на заході, Коста-Гаврас.